# Belarus herrlandslag i bandy
Belarus herrlandslag i bandy representerar Belarus i bandy på herrsidan. VM-debuten kom 2001 då turneringen spelades i Finland och Sverige.

## VM 2014
Truppen till Bandy-VM i Irkutsk 2014
- Förbundskapten:  Jevgenij Chvalko

| Målvakter |

| Pos. | Ålder            | Namn              | Klubb              |
| ---- | ---------------- | ----------------- | ------------------ |
| Mv   | 3 oktober 1981   | Dmitrij Posjeljuk | Polotsk            |
| Mv   | 28 november 1976 | Dmitrij Sergejev  | HK Volga Uljanovsk |

| Utespelare |

| Pos. | Ålder             | Namn                 | Klubb              |
| ---- | ----------------- | -------------------- | ------------------ |
| F    | 4 april 1984      | Daniil Garnitskij    | Polotsk            |
| F    | 15 september 1974 | Jevgenij Sviridov    | HK Sibselmasj      |
| F    | 23 februari 1986  | Michail Tarasenko    | Tractor Minsk      |
| F    | 30 april 1978     | Jurij Zenko          | HK Brest           |
| F    | 16 januari 1981   | Jevgenij Makarov     | Tractor Minsk      |
| Mf   | 14 september 1977 | Vitalj Isatjenko     | Start Orsha        |
| Mf   | 29 juli 1983      | Alexej Menkovskij    | Tractor Minsk      |
| Mf   | 16 januari 1987   | Dmitrij Korobov      | Polotsk            |
| Mf   | 7 juni 1981       | Dmitrij Duben        | Tractor Minsk      |
| Mf   | 7 mars 1976       | Maxim Kosjeljov      | Tractor Minsk      |
| Mf   | 7 maj 1977        | Konstantin Savtjenko | Bajkal Energija    |
| Mf   | 20 juni 1981      | Vadim Bogdanovitj    | Tractor Minsk      |
| A    | 19 augusti 1990   | Alexandr Kozlov      | Lokomotiv Orenburg |
| A    | 18 juni 1984      | Artiom Botvenkov     | Tractor Minsk      |
| A    | 17 juni 1981      | Vladimir Sjulzjenko  | Tractor Minsk      |
| A    | 23 februari 1979  | Sergej Tjernjetskij  | Polotsk            |
| A    | 7 mars 1975       | Jevgenij Chvalko     | Jenisej            |